# 地粮
《地粮》（法語：Les nourritures terrestres）是法国作家安德烈·纪德的散文诗，于1897年在法国出版。
这本书写于1895年（纪德结婚的那年）。纪德承认受到了尼采的《查拉图斯特拉如是说》的影响， 但真正的起源，是作者自己的旅程，从清教徒式家庭教育的变形影响，到在北非男孩的怀抱中得到解放。安德烈·莫洛亚提请注意这两部作品在道德观上的相似之处，例如：「像《查拉图斯特拉如是说》一样，《地粮》是一个福音，就是这个词原本的意思：喜乐的消息。有关生命意义的消息寄给了一位挚爱的学生，纪德称他为『奈帶奈藹』。」 「奈帶奈藹」来自希伯来语名称‎, "Nethan'el",意思是「上帝赐予了」。
这本书有三个人物：叙述者、叙述者的老师梅纳尔克，和纳塔纳埃尔。梅纳尔克有两门课程要教给叙述者。第一门课是逃避家庭、规则、稳定。纪德本人遭受了“舒适家园”的沉重打击，以至于一生都在担心它的危险。第二门课是寻求冒险、过度、热情。一个人应该讨厌不冷不热、安全感和所有适中的感觉。「不是感情，奈帶奈藹：爱……」
这本书巧妙地将抒情片段、回忆、诗歌、旅行笔记和格言组合在一起，在第一次世界大战之后引起了追捧。它影响了年轻一代的作家，包括存在主义者阿尔伯特·加缪和让-保罗·萨特，摒弃了所有人造的或仅是传统的东西。 在罗杰·马丁·杜·加尔的《蒂伯一家》中，两个主要人物，雅克·蒂博和丹尼尔·德·丰塔宁，在读完这本书后就发生了深刻的变化。